# Регрессионный анализ
Регрессио́нный анализ — набор статистических методов исследования влияния одной или нескольких независимых переменных {\displaystyle X_{1},X_{2},...,X_{p}} на зависимую переменную {\displaystyle Y}. Независимые переменные иначе называют регрессорами или предикторами, а зависимые переменные — критериальными или регрессантами. Терминология зависимых и независимых переменных отражает лишь математическую зависимость переменных (см. Корреляция), а не причинно-следственные отношения. Наиболее распространённый вид регрессионного анализа — линейная регрессия, когда находят линейную функцию, которая, согласно определённым математическим критериям, наиболее соответствует данным. Например, в методе наименьших квадратов вычисляется прямая (или гиперплоскость), сумма квадратов отклонений между которой и данными минимальна.

## Цели регрессионного анализа
1. Определение степени детерминированности вариации критериальной (зависимой) переменной предикторами (независимыми переменными)
2. Предсказание значения зависимой переменной с помощью независимой(-ых)
3. Определение вклада отдельных независимых переменных в вариацию зависимой

## Математическое определение регрессии
Строго регрессионную зависимость можно определить следующим образом. Пусть {\displaystyle Y,X_{1},X_{2},\ldots ,X_{p}} — случайные величины с заданным совместным распределением вероятностей. Если для каждого набора значений {\displaystyle X_{1}=x_{1},X_{2}=x_{2},\ldots ,X_{p}=x_{p}} определено условное математическое ожидание
{\displaystyle y(x_{1},x_{2},\ldots ,x_{p})=\mathbb {E} (Y\mid X_{1}=x_{1},X_{2}=x_{2},\ldots ,X_{p}=x_{p})} (уравнение регрессии в общем виде),
то функция {\displaystyle y(x_{1},x_{2},\ldots ,x_{p})} называется регрессией величины {\displaystyle Y} по величинам {\displaystyle X_{1},X_{2},\ldots ,X_{p}}, а её график — линией регрессии {\displaystyle Y} по {\displaystyle X_{1},X_{2},\ldots ,X_{p}}, или уравнением регрессии.
Зависимость {\displaystyle Y} от {\displaystyle X_{1},X_{2},\ldots ,X_{p}} проявляется в изменении средних значений {\displaystyle Y} при изменении {\displaystyle X_{1},X_{2},\ldots ,X_{p}}. Хотя при каждом фиксированном наборе значений {\displaystyle X_{1}=x_{1},X_{2}=x_{2},\ldots ,X_{p}=x_{p}} величина {\displaystyle Y} остаётся случайной величиной с определённым распределением.
Для выяснения вопроса, насколько точно регрессионный анализ оценивает изменение {\displaystyle Y} при изменении {\displaystyle X_{1},X_{2},...,X_{p}}, используется средняя величина дисперсии {\displaystyle Y} при разных наборах значений {\displaystyle X_{1},X_{2},...,X_{p}} (фактически речь идёт о мере рассеяния зависимой переменной вокруг линии регрессии).
В матричной форме уравнение регрессии (УР) записывается в виде: {\displaystyle Y=BX+U}, где {\displaystyle U} — матрица ошибок. При обратимой матрице X◤X получается вектор-столбец коэффициентов B с учётом U◤U=min(B). В частном случае для Х=(±1) матрица X◤X является рототабельной, и УР может быть использовано при анализе временны́х рядов и обработке технических данных.

## Метод наименьших квадратов (расчёт коэффициентов)
На практике линия регрессии чаще всего ищется в виде линейной функции {\displaystyle Y=b_{0}+b_{1}X_{1}+b_{2}X_{2}+\ldots +b_{N}X_{N}} (линейная регрессия), наилучшим образом приближающей искомую кривую. Делается это с помощью метода наименьших квадратов, когда минимизируется сумма квадратов отклонений реально наблюдаемых {\displaystyle {Y}} от их оценок {\displaystyle {\hat {Y}}} (имеются в виду оценки с помощью прямой линии, претендующей на то, чтобы представлять искомую регрессионную зависимость):
{\displaystyle \sum _{k=1}^{M}(Y_{k}-{\hat {Y_{k}}})^{2}\to \min }
({\displaystyle M} — объём выборки). Этот подход основан на том известном факте, что фигурирующая в приведённом выражении сумма принимает минимальное значение именно для того случая, когда {\displaystyle Y=y(x_{1},x_{2},...x_{N})}.
Для решения задачи регрессионного анализа методом наименьших квадратов вводится понятие функции невязки:
{\displaystyle \sigma ({\bar {b}})={\frac {1}{2}}\sum _{k=1}^{M}{(Y_{k}-{\hat {Y}}_{k})^{2}}}
Условие минимума функции невязки:
{\displaystyle \left\{{\begin{matrix}{\frac {\partial \sigma ({\bar {b}})}{\partial b_{i}}}=0\\i=0...N\end{matrix}}\right.\Leftrightarrow {\begin{cases}\sum \limits _{i=1}^{M}{y_{i}}=\sum \limits _{i=1}^{M}{\sum \limits _{j=1}^{N}{b_{j}x_{i,j}}}+b_{0}M\\\sum \limits _{i=1}^{M}{y_{i}x_{i,k}}=\sum \limits _{i=1}^{M}{\sum \limits _{j=1}^{N}{b_{j}x_{i,j}x_{i,k}}}+b_{0}\sum \limits _{i=1}^{M}{x_{i,k}}\\k=1,\ldots ,N\end{cases}}}
Полученная система является системой {\displaystyle N+1} линейных уравнений с {\displaystyle N+1} неизвестными {\displaystyle b_{0},\ldots ,b_{N}}.
Если представить свободные члены левой части уравнений матрицей
{\displaystyle B=\left({\begin{matrix}\sum \limits _{i=1}^{M}{y_{i}}\\\sum \limits _{i=1}^{M}{y_{i}x_{i,1}}\\\vdots \\\sum \limits _{i=1}^{M}{y_{i}x_{i,N}}\end{matrix}}\right),}
а коэффициенты при неизвестных в правой части — матрицей
{\displaystyle A=\left({\begin{matrix}M&\sum \limits _{i=1}^{M}{x_{i,1}}&\sum \limits _{i=1}^{M}{x_{i,2}}&...&\sum \limits _{i=1}^{M}{x_{i,N}}\\\sum \limits _{i=1}^{M}{x_{i,1}}&\sum \limits _{i=1}^{M}{x_{i,1}x_{i,1}}&\sum \limits _{i=1}^{M}{x_{i,2}x_{i,1}}&...&\sum \limits _{i=1}^{M}{x_{i,N}x_{i,1}}\\\sum \limits _{i=1}^{M}{x_{i,2}}&\sum \limits _{i=1}^{M}{x_{i,1}x_{i,2}}&\sum \limits _{i=1}^{M}{x_{i,2}x_{i,2}}&...&\sum \limits _{i=1}^{M}{x_{i,N}x_{i,2}}\\\vdots &\vdots &\vdots &\ddots &\vdots \\\sum \limits _{i=1}^{M}{x_{i,N}}&\sum \limits _{i=1}^{M}{x_{i,1}x_{i,N}}&\sum \limits _{i=1}^{M}{x_{i,2}x_{i,N}}&...&\sum \limits _{i=1}^{M}{x_{i,N}x_{i,N}}\end{matrix}}\right),}
то получаем матричное уравнение: {\displaystyle A\times X=B}, которое легко решается методом Гаусса. Полученная матрица будет матрицей, содержащей коэффициенты уравнения линии регрессии:
{\displaystyle X=\left({\begin{matrix}b_{0}\\b_{1}\\\vdots \\b_{N}\end{matrix}}\right)}
Для получения наилучших оценок необходимо выполнение предпосылок МНК (условий Гаусса — Маркова). В англоязычной литературе такие оценки называются BLUE (Best Linear Unbiased Estimators — «наилучшие линейные несмещённые оценки»).
Большинство исследуемых зависимостей может быть представлено с помощью МНК нелинейными математическими функциями.

## Интерпретация параметров регрессии
Параметры {\displaystyle b_{i}} являются частными коэффициентами корреляции; {\displaystyle (b_{i})^{2}} интерпретируется как доля дисперсии Y, объяснённая {\displaystyle X_{i}}, при закреплении влияния остальных предикторов, то есть измеряет индивидуальный вклад {\displaystyle X_{i}} в объяснение Y. В случае коррелирующих предикторов возникает проблема неопределённости в оценках, которые становятся зависимыми от порядка включения предикторов в модель. В таких случаях необходимо применение методов анализа корреляционного и пошагового регрессионного анализа.
Говоря о нелинейных моделях регрессионного анализа, важно обращать внимание на то, идёт ли речь о нелинейности по независимым переменным (с формальной точки зрения легко сводящейся к линейной регрессии), или о нелинейности по оцениваемым параметрам (вызывающей серьёзные вычислительные трудности). При нелинейности первого вида с содержательной точки зрения важно выделять появление в модели членов вида {\displaystyle X_{1}X_{2}}, {\displaystyle X_{1}X_{2}X_{3}}, свидетельствующее о наличии взаимодействий между признаками {\displaystyle X_{1}}, {\displaystyle X_{2}} и т. д. (см. Мультиколлинеарность).